# Томиславци
Томиславци (у једном периоду Орешковић) су насеље у средишњем делу општине Бачка Топола у Севернобачком округу. Према попису из 2022. било је 403 становника.

## Географија

### Географски положај
Томиславци топографски леже на лесној заравни поред Широке долине, десне притоке Криваје. Од општинског центра Томиславци су удаљени 8 km, а од Новог Сада 77 km.
Са општинским центром има добре аутобуске везе током целог дана. Земљаним путем од Горње Рогатице је удаљен 7 km, а од Бајше 6 km. Пољским путевима такође има везу са Бачким Соколцем, Карађорђевом и Зобнатицом. Природно — географски положај Томиславаца је повољан.
Надморске висине лесне заравни од северозапада према југоистоку постепено опадају. У северозападном делу атара висине се крећу између 109 и 112 m, док се терен према југоистоку снижава на 106-107 m. На вишем делу заравни преовлађују лесне предалиоце кружног облика са пречником 100-200 m. У нижем делу уочљиве су дугачке, плитке депресије јако издуженог облика оријентисане према југозападу. Значи да у овом делу атара преовлађује ареално отицање, док на вишем терену доминира упијање и понирање атмосферске воде. Услед повољних услова на заравни се формирао плодни карбонатни чернозем и ливадска црница. Неоспорно је да у формирању ових облика од значаја и карактер вододржљивог слоја испод леса, као и правци отицања вода фреатске издани.
У средишњем делу атара у зараван је усечена Широка (Летња) долина, којом протиче водоток звани Бара или Канал, усмерен у правцу нагиба терена. Карактеристично је да атар није подељен на дужи. До обрадивих површина се долази пољским путевима који воде за Бајшу, Рогатицу, Четворомеђу, за Економију и Војнић мајур и до групе салаша Меглакхац. Атар Орешковић има трапезаст облик, а његова површина износи 9,2 km2.

### Екологија насеља
У селу се налази један парк, а скоро испред сваке куће постоји засађено дрвеће. Ово доприноси лепшем изгледу насеља. Паралелно са улицом Дан Ослобођења простире се водоток звани Бара или Канал кроз Широку (Летњу) долину.
Природна вегетација се задржала на ограниченим површинама, поред путева, долине Широког дола и на мањим необрађеним површинама. Најзаступљеније су ливадско – пашњачке заједнице, чије важније врсте представљају: хајдучка трава, ливадска детелина, ливадска жалфија, млечика и друге (Ђере и сар., 1985).
Пространијих шумских површина данас нема на подручју атара Томиславаца. Само понегде се срећу мање шумске површине, а доминантна врста је багрем. Квалитет ваздуха у насељу је добар.

### Климатске карактеристике
Атар Томиславаца је подручје умерено – континенталне климе са израженим годишњим добима.
У току периода од 1964. до 1991. утврђено је да је средња годишња температура 10,8 °C.
Просечне температуре ваздуха по годишњим добима износе: пролеће 11,3 °C, лето 20,5 °C, јесен 11,1 °C и зима 0,6 °C.
Температура ваздуха од јануара до јула је у порасту, а од јула до јануара у опадању.
Утицај ветрова се осећа из различитих праваца, али су најдоминантнији из правца северозапада. Ови ветрови најчешће дувају у току лета и пролећа.
Средња годишња вредност релативне влажности ваздуха у посматраном периоду износи 77%.
Количина и распоред падавина током године битно утиче на земљиште, а преко њега на биљни свет. У ширем смислу падавине су битне за живот људи, животињски свет, затим за богатство подземних и површинских вода. Највећа месечна количина падавина до 73 mm излучи се у јуну, а најмања у октобру (36 mm), док просечна годишња количина падавина износи 579 mm.
На основу анализираних података може се закључити да Томиславци имају повољне климатске карактеристике које позитивно утичу на развој пољопривреде.

## Историја
Бачка је почетком двадесетог века била у рукама крупнијих или ситнијих велепоседника, а тек део земље отпадао на ситне власнике међу којима је било и Срба. Са све већим насељавањем Немаца, а касније и Мађара, услови живота су се погоршавали. На територији Тополског среза било је неколико велепоседника, који су у свом поседу имали најбољу земљу. Посебно се истицала породица Војнић.
На месту капиталистичког мајура Луке Војнића развили су се Томиславци. После Првог светског рата долази до аграрне реформе, а први колонисти у Орешковић долазе из Лике 1921. године. Први назив овог насеља делимично је настао међу мештанима. Власници земље на овом простору, Војнићи, су волели да титулишу, а родоначелник ове породице, Шимун, је платио титулу па је насеље названо Барон салаш или Баронов салаш.
По доласку колониста, своје прво званично име насеље је добило на народном збору у лето 1929. године. У народном заносу и везујући своје успехе за династију Карађорђевића, једногласно је одлучено са село носи назив Томиславци, по сину краља Александра Карађорђевића.
Име је званично заведено и регистровано од септембра 1929. године и живело је све до 1945. године, село је носило назив, сходно тадашњим становницима села, Андрасвара (Андрашвара), мада се помиње и као Андрашмезо.
Повратком логораша и ратних заробљеника, а у складу са новим револуционарним ветровима, одлучено је да се мења и име села. На великом скупу у Народном дому изнето је више предлога, а донета је одлука да се селу да име Орешковићево по Марку Орешковићу Крнтији, народном хероју и легендарном лику из постојбине. Од 1955. године насеље носи име Орешковић.
Дана 30. маја 2003. године одлучено је да се селу врати име Томиславци, што је и потврђено у Службеном листу Србије и Црне Горе.

## Демографија
У насељу Орешковић живи 567 пунолетних становника, а просечна старост становништва износи 42,0 година (39,9 код мушкараца и 44,3 код жена). У насељу има 214 домаћинстава, а просечан број чланова по домаћинству је 3,25.
Ово насеље је великим делом насељено Србима (према попису из 2002. године).
|  |

| Демографија | Демографија | Демографија |
| Година      | Становника  | Становника  |
| ----------- | ----------- | ----------- |
| 1948.       | 1.090       |             |
| 1953.       | 1.036       |             |
| 1961.       | 1.030       |             |
| 1971.       | 944         |             |
| 1981.       | 830         |             |
| 1991.       | 629         | 627         |
| 2002.       | 696         | 706         |
| 2011.       | 541         |             |

| Етнички састав према попису из 2002.‍ | Етнички састав према попису из 2002.‍ | Етнички састав према попису из 2002.‍ | Етнички састав према попису из 2002.‍ | Етнички састав према попису из 2002.‍ |
| ------------------------------------ | ------------------------------------ | ------------------------------------ | ------------------------------------ | ------------------------------------ |
|                                      |                                      |                                      |                                      |                                      |
| Срби                                 | Срби                                 |                                      | 657                                  | 94,39%                               |
| Мађари                               | Мађари                               |                                      | 15                                   | 2,15%                                |
| Хрвати                               | Хрвати                               |                                      | 6                                    | 0,86%                                |
| Југословени                          | Југословени                          |                                      | 6                                    | 0,86%                                |
| Црногорци                            | Црногорци                            |                                      | 3                                    | 0,43%                                |
| Роми                                 | Роми                                 |                                      | 2                                    | 0,28%                                |
| Немци                                | Немци                                |                                      | 2                                    | 0,28%                                |
| непознато                            | непознато                            |                                      | 3                                    | 0,43%                                |

| Година пописа     | 1948. | 1953. | 1961. | 1971. | 1981. | 1991. | 2002. |
| ----------------- | ----- | ----- | ----- | ----- | ----- | ----- | ----- |
| Број домаћинстава | 257   | 250   | 278   | 259   | 250   | 192   | 214   |

| Број чланова      | 1  | 2  | 3  | 4  | 5  | 6  | 7 | 8 | 9 | 10 и више | Просек |
| ----------------- | -- | -- | -- | -- | -- | -- | - | - | - | --------- | ------ |
| Број домаћинстава | 38 | 53 | 35 | 38 | 23 | 15 | 9 | 1 | 1 | 1         | 3,25   |

| Пол    | Укупно | Неожењен/Неудата | Ожењен/Удата | Удовац/Удовица | Разведен/Разведена | Непознато |
| ------ | ------ | ---------------- | ------------ | -------------- | ------------------ | --------- |
| Мушки  | 305    | 109              | 172          | 14             | 10                 | 0         |
| Женски | 290    | 56               | 170          | 59             | 5                  | 0         |
| УКУПНО | 595    | 165              | 342          | 73             | 15                 | 0         |

| Пол    | Укупно                    | Пољопривреда, лов и шумарство | Рибарство                            | Вађење руде и камена | Прерађивачка индустрија       |
| ------ | ------------------------- | ----------------------------- | ------------------------------------ | -------------------- | ----------------------------- |
| Мушки  | 145                       | 58                            | 0                                    | 0                    | 55                            |
| Женски | 90                        | 26                            | 0                                    | 0                    | 31                            |
| Укупно | 235                       | 84                            | 0                                    | 0                    | 86                            |
|        |                           |                               |                                      |                      |                               |
| Пол    | Производња и снабдевање   | Грађевинарство                | Трговина                             | Хотели и ресторани   | Саобраћај, складиштење и везе |
| Мушки  | 1                         | 6                             | 10                                   | 0                    | 5                             |
| Женски | 0                         | 1                             | 14                                   | 1                    | 1                             |
| Укупно | 1                         | 7                             | 24                                   | 1                    | 6                             |
|        |                           |                               |                                      |                      |                               |
| Пол    | Финансијско посредовање   | Некретнине                    | Државна управа и одбрана             | Образовање           | Здравствени и социјални рад   |
| Мушки  | 1                         | 2                             | 4                                    | 2                    | 0                             |
| Женски | 2                         | 3                             | 2                                    | 5                    | 4                             |
| Укупно | 3                         | 5                             | 6                                    | 7                    | 4                             |
|        |                           |                               |                                      |                      |                               |
| Пол    | Остале услужне активности | Приватна домаћинства          | Екстериторијалне организације и тела | Непознато            | Непознато                     |
| Мушки  | 1                         | 0                             | 0                                    | 0                    | 0                             |
| Женски | 0                         | 0                             | 0                                    | 0                    | 0                             |
| Укупно | 1                         | 0                             | 0                                    | 0                    | 0                             |

### Старосна и полна структура становништва
У видом у старосно – полну структуру становништва Орешковића, запажа се јасно изражена тенденција перманентног смањења броја лица код свих старосних група.
Ова чињеница, међутим, у нескладу је са повећањем релативног учешћа појединих група у укупном становништву према последњим попису (1991) Такав несклад резултат је великог смањења укупног броја житеља до којег је дошло у последње две деценије.
Старосна структура становништва Орешковића по великим старосним групама према пописима из 1971. и 1991. године.
| \| \| м \| \| \| ж \| \| ? \| 1 \| \| \| 0 \| \| 80+ \| 5 \| \| \| 6 \| \| 75—79 \| 10 \| \| \| 17 \| \| 70—74 \| 23 \| \| \| 34 \| \| 65—69 \| 18 \| \| \| 36 \| \| 60—64 \| 19 \| \| \| 19 \| \| 55—59 \| 18 \| \| \| 13 \| \| 50—54 \| 34 \| \| \| 24 \| \| 45—49 \| 26 \| \| \| 27 \| \| 40—44 \| 28 \| \| \| 23 \| \| 35—39 \| 22 \| \| \| 17 \| \| 30—34 \| 21 \| \| \| 16 \| \| 25—29 \| 21 \| \| \| 14 \| \| 20—24 \| 32 \| \| \| 26 \| \| 15—19 \| 27 \| \| \| 18 \| \| 10—14 \| 28 \| \| \| 14 \| \| 5—9 \| 14 \| \| \| 19 \| \| 0—4 \| 11 \| \| \| 15 \| \| Просек : \| 39,9 \| \| \| 44,3 \| |      |  |  |      |
| |      |  |  |      |
| | м    |  |  | ж    |
| ? | 1    |  |  | 0    |
| 80+ | 5    |  |  | 6    |
| 75—79 | 10   |  |  | 17   |
| 70—74 | 23   |  |  | 34   |
| 65—69 | 18   |  |  | 36   |
| 60—64 | 19   |  |  | 19   |
| 55—59 | 18   |  |  | 13   |
| 50—54 | 34   |  |  | 24   |
| 45—49 | 26   |  |  | 27   |
| 40—44 | 28   |  |  | 23   |
| 35—39 | 22   |  |  | 17   |
| 30—34 | 21   |  |  | 16   |
| 25—29 | 21   |  |  | 14   |
| 20—24 | 32   |  |  | 26   |
| 15—19 | 27   |  |  | 18   |
| 10—14 | 28   |  |  | 14   |
| 5—9 | 14   |  |  | 19   |
| 0—4 | 11   |  |  | 15   |
| Просек : | 39,9 |  |  | 44,3 |

Контингент младог становништва између 0 и 19 године према попису из 1971. године бројао је 369 лица (35,34%), а 1991. године свега 157 лица (24,96%). Значај младог становништва је велик за даљи развој популације, јер тек треба да ступе у фертилне године и преузму највећи терет репродукције. Број лица старих од 0 – 19 година се за две деценије смањио више него дупло, односно мањи је за 212 особа. У наредних двадесет година ова група из 1971. године смањена је за 192 лица, тј. 1991. године бројала је 177 лица. Негативно кретање популације карактеристично је и за друге старосне групе. Удео старог становништва се за две деценије повећао за нешто мање од 10%. Што показује да је процес старења захватио популацију Орешковића.

### Миграционе карактеристике становништва
Миграције представљају механичко кретање становништва и веома су важна демографска појава.
После Првог светског рата бачкотополски простор добија нове становнике – организованом колонизацијом насељавају се добровољци.
Колонизације у Бачкој до 26. августа 1923. године спроводили су жупански уреди у Суботици и Новом Саду. Орешковић (тада Томиславци) и Липар (Емушић) насељени су готово истовремено. Укупно је у једном потезу насељено 311 добровољаца. Насељавање добровољаца у данашње Томиславце (Орешковић) било је завршено до краја маја 1921. године. Још неколико месеци трајао је прелазак добровољаца из Орешковића у Липар и обрнуто, већ у зависности од родбинских и пријатељских веза.
Други период од значаја за историју Орешковића је период између 1941. и 1945. године. Мађарска окупациона војска блокирала је село 19. маја 1941. године. Сви становници су сточним вагонима одведени у новосадски логор Југовићево, а касније пребачени у Шарвар, који је тада био међу најсиромашнијим крајевима Мађарске. Орешковић (тадашњи Томиславци) током рата добили су нове становнике. Најчешће су их звали Чанговима (буковински Секуљи). Живели су у Буковима (Прикарпатска Русија), а пореклом су из секуљарских предела Ердеља. Чангови су тако од 1941. године, па све до краја рата живели у Орешковићу. Највећи део овог становништва је при повратку у Мађарску страдао, а остали део се трајно населио у западној Мађарској. Након завршетка Другог светског рата, Орешковићани који су преживели ратне страхоте, враћају се на своја огњишта. Економском колонизацијом седамдесетих година досељено је становништво из Босанске крајине.
Најновија колонизација у Орешковићу уследила је пре десет година исељавањем српског живља из Хрватске и Босне и Херцеговине. Према подацима Месне заједнице Орешковић, у село је дошло укупно 350 избеглица из Босне. Од тог броја у Орешковићу се трајно населило 110 лица.
За данашње Томиславце су карактеристичне дневне миграције које сачињавају радници и ђаци. Индустријских објеката у селу нема, па је већина радника запослено ван места сталног боравка. Према подацима из 1971. године, од 227 запослених особа, 185 или 81,5% радило је ван Орешковића. Дневне миграције радника највише су везане за Бачку Тополу. Подаци месне заједнице Орешковић говоре да је 140 радника запослено у Бачкој Тополи, а свега 8 у Криваји. Највећи број ученика школује се у Бачкој Тополи јер школа у Орешковићу више не ради. И за Орешковић, као и за већину војвођанских села, у последњих тридесетак година карактеристично је исељавањестановништва. Већину исељеника чине млади који одлазе ради школовања, запослења и свакако, веће перспективе у граду.

## Јавни објекти и површине
Јавни објекти и површине у насељу распоређени су у зависности од делатности:

### Здравство
У Томиславцима постоји зграда амбуланте која се налази у централној зони, међутим село нема свог лекара тако да амбуланта ради свега три пута недељно, када долази лекар из Бачке Тополе.

### Образовање
Некада је у селу постојала четворогодишња основна школа, а данас се у тој згради налази забавиште. Тренутно забавиште броји 11 деце од 3-7 година, а васпитач долази из Бачке Тополе. Ученици су усмерени на школовање у Бачкој Тополи.

### Трговина и угоститељство
Село поседује две трговинске радње мешовите робе и две радње пољопривредних производа и просторно су добро размештене тако да покривају цело становништво. Поред фудбалског терена налази се једна кафана.

### Занатство
Број занатских радњи у селу је мали свега једна - столарска радња (направљена од некадашње пекаре)

### Култура
У централној зони села налази се дом културе који је данас у реконструкцији. Састоји се из више просторија.

### Саобраћај
ПТТ – саобраћај: Зграда поште налази се поред дома културе и у њој је запослено једно лице.
Друмски саобраћај: Мрежа путева у селу има правоугаони облик и путеви се секу под правим углом, па село има правилан облик. Кроз ово насеље пролазе путеви локалног значаја, тако да Томиславци немају транзитну улогу.

### Спорт
Село има по један фудбалски,кошаркашки и тениски терен. Фудбалски клуб се успешно такмичи у регионалној лиги, док за оснивање кошаркаше екипе још није било интересовања.

### Екологија
Поред спортских терена налази се парк са претежно четинарским дрвећем. Он не представља неки значај у насељу јер поред њега пролази пут који није фреквентан, па га мештани не посећују.